# Stephan Dahlke
Stephan Dahlke (* 1959) ist ein deutscher Mathematiker und Hochschullehrer.

## Ausbildung und Beruf
Dahlke besuchte von 1966 bis 1969 die Grundschule in Bremen und von 1969 bis 1979 das Gymnasium am Waller Ring, das er mit dem Abitur abschloss. Er studierte von 1979 bis 1985 an der Universität Bremen Physik. Von 1981 bis 1983 schob er einen Studienaufenthalt an der Georg-August-Universität Göttingen ein, ebenfalls auf dem Gebiet der Physik. 1985 erlangte er sein Physik-Diplom. Von 1986 bis 1989 absolvierte er ein Promotionsstipendium am Institut für Dynamische Systeme der Universität Bremen, das er mit seiner Promotion auf dem Gebiet der Mathematik beendete. Dahlke promovierte bei Ludwig Arnold mit einer Arbeit zum Thema Invariante Mannigfaltigkeiten für Produkte zufälliger Diffeomorphismen.
Nach seiner Promotion arbeitete Dahlke als wissenschaftlicher Assistent an der Freien Universität Berlin (1989–1992) und an der RWTH Aachen (1992–1996). In Aachen habilitierte er sich 1996 mit einer Arbeit zum Thema Wavelets: Construction Principles and Applications to the Numerical Treatment of Operator Equations. Gutachter waren Wolfgang Dahmen und Ronald DeVore.
Nach seiner Habilitation hatte er eine Stelle als C3-Professor an der RWTH Aachen. 1997 ging er als Gastprofessor an die Technische Universität Chemnitz. Von 1998 bis 2001 erhielt Dahlke ein Forschungsstipendium der Deutschen Forschungsgemeinschaft. Im Sommersemester des Jahres 2000 war er C3-Professor an der Justus-Liebig-Universität Gießen. Von 2001 bis 2002 war er Dozent und Leiter der Forschungsgruppe Wavelet Analysis und Approximationstheorie der Universität Bremen. Seit 2002 ist Dahlke ordentlicher Professor für Numerik, Mathematik und Informatik an der Philipps-Universität Marburg.

## Forschungsinteressen
Dahlke forscht auf dem Gebiet der Wavelets und der Wavelet-Transformation und deren Anwendung zur Lösung von stochastischen Differentialgleichungen und von Operatorgleichungen. Er beschäftigt sich mit Regularitätstheorie, Besov-Räumen und der Bestimmung der Fälle, bei denen adaptive numerische Algorithmen gegenüber nicht-adaptiven Verfahren Vorteile bieten.
Dahlke war Antragsteller und Sprecher für folgende von der Deutschen Forschungsgemeinschaft (DFG) geförderte Projekte:
- 1998–2001: Adaptive Multiskalen-Methoden[3]
- 2001–2008: Multivariate Wavelet Analysis: Constructions and Specific Applications
- 2006–2010: Adaptive wavelet methods for inverse problems and inverse parabolic equations
- 2008–2014: Adaptive wavelet frame methods for operator equations: Sparse grids, vector-valued spaces and applications to nonlinear inverse parabolic problems
- 2008–2015: Mathematische Methoden zur Extraktion quantifizierbarer Information aus komplexen Systemen
- 2008–2016: Adaptive Wavelet Methods for SPDEs
- 2008–2016: Koordination des Schwerpunktprogramms „Mathematische Methoden zur Extraktion quantifizierbarer Information aus komplexen Systemen“
- 2012–2019: Optimal adaptive finite element and wavelet methods for p-Poisson equations
- 2013–2015: Adaptive Wavelet and Frame Techniques for Acoustic BEM
- 2013–2015: Regularitätstheorie stochastischer partieller Differentialgleichungen in (quasi-)Banachräumen
- 2017–2022: Neue Funktionenräume auf Gebieten und ihre diskrete Charakterisierung
- seit 2020: Adaptive Quarklet-Frame-Verfahren hoher Ordnung für elliptische Operatorgleichungen[6]

Dahlke hat mehr als 150 Publikationen verfasst. Sein h-Index liegt bei 36.

## Lehre
Dahlke hält, neben Vorlesungen zur Mathematik allgemein, spezielle Vorlesungen zu den Gebieten Numerische Mathematik, Funktionalanalysis und Approximation, darunter speziell zu den Themen
- Wavelets
- Riemannsche Geometrie
- Ergodentheorie
- Differentialgleichungen und ihre numerische Lösung
- Regularitätstheorie
- Optimierung
- Mathematik für Ingenieure
- Analysis
- Lineare Algebra
- CAD
- Näherungsverfahren für Operatorgleichungen[2]

## Organisation von Tagungen
Dahlke gehörte zu den Organisatoren zahlreicher Konferenzen, Symposien, Workshops und Seminare, darunter in Deutschland an der RWTH Aachen zum Thema Multiskalenmethoden, Integralgleichungen und inverse Probleme (1994), an der Universität Potsdam zum Thema Wavelet Transforms on Spheres (1996), des Rhein-Main-Arbeitskreises Mathematics of Computation von 2003 bis 2012, an der Universität Bremen zu den Themen Recent Progress in Wavelet Analysis and Frame Theory (2006) und Adaptive Numerical Methods for Inverse Problems (2007), an der Technischen Universität Darmstadt zu den Themen Nichtlineare Approximationsverfahren (2007), Modelling, Analysis, and Approximation (2009), am Mathematischen Forschungsinstitut Oberwolfach zu den Themen New Discretization Methods for the Numerical Approximatin of PDEs (2015) und Innovative Approaches to the Numerical Approximatin of PDEs (2019) und an der Philipps-Universität Marburg zu den Themen Wissenschaftliches Rechnen (2009), Nonlinear and Adaptive Approximation (2009), Nonlinear Approximation (2010), A Computational Approach to Harmonic Analysis (2011), Mathematical Modeling of Microbiological Systems (2012), Extraction of Quantifiable Information from Complex Systems (2014).
Zusammen mit Klaus Ritter, Ian Hugh Sloan und Joseph F. Traub organisierte Dahlke 2006 das Dagstuhl-Seminar Algorithms and Complexity for Continuous Problems und 2008 zusammen mit Ingrid Daubechies, M. Elad, Gitta Kutyniok und G. Teschke die Tagungen Structured Decompositions and Efficient Algorithms und 2011 Sparse Representation and Efficient Sensing of Data.
In Österreich gehörte er zu den Organisatoren der Tagungen Applied Coorbit Theory (2012) und Wavelets in Scientific Computing (2012), beide am Internationalen Erwin Schrödinger Institut für Mathematik und Physik in Wien und Functional Analysis, Real and Complex Analysis (2013) an der Universität Innsbruck.

## Gastaufenthalte
Dahlke wurde zu zahlreichen Aufenthalten als Gastprofessor, -dozent und -forscher ins In- und Ausland eingeladen, darunter
- 1994–1995: an die University of South Carolina
- 1997: an die Universität Pierre und Marie Curie in Paris
- 1998, 2014, 2015: an das Centre International de Rencontres Mathématiques in Marseille
- 1998: an das Istituto di Analisi Numerica des Consiglio Nazionale delle Ricerche in Pavia
- 2003, 2004, 2005, 2006, 2007, 2008, 2010, 2014, 2017, 2018: an die Friedrich-Schiller-Universität Jena
- 2010: an das Johann Radon Institute for Computational and Applied Mathematics (RICAM) in Linz
- 2010–2011: an die Universiteit van Amsterdam
- 2012: an die Universität Aalborg
- 2013, 2015: an die Universität Basel
- 2013, 2014, 2015, 2015, 2017, 2023: an die Universität Genua[2]

## Dichterisches Schaffen
Neben seiner mathematischen Arbeit schreibt Dahlke Gedichte. Dabei benutzt er die Form des Trioletts. Ein Band seiner Gedichte erschien 2017 im Verlag Blaues Schloss Marburg. Einzelne seiner Gedichte wurden in verschiedenen Sammelbänden abgedruckt. Sein Gedicht Abschied wurde in den Band Die besten Gedichte 2009/2010 des Frankfurter Literaturverlages aufgenommen.

## Familie
Dahlke ist verheiratet und hat ein Kind.

## Veröffentlichungen (Auswahl)
- The Α-Modulation Transform: Admissibility Coorbit Theory and Frames of Compactly Supported Functions, 2016, Philipps-Universität online
- Mit F. De Mari, P. Grohs, D. Labate: Harmonic and Applied Analysis: From Groups to Signals, Birkhäuser Series Applied and Numerical Harmonic Analysis, Birkhäuser 2015, ISBN 978-3-319-35596-2
- Multiscale Approximation, 2015, Springer, Kapitel in Handbook of Geomathematics, ISBN 978-3-642-54550-4
- Mit W. Dahmen, Michael Griebel, W. Hackbusch, K. Ritter, R. Schneider, C. Schwab, H. Yserentant: Extraction of Quantifiable Information from Complex Systems, Lecture Notes in Computational Science and Engineering 102, Springer, 2014, ISBN 978-3-319-08158-8
- Mit Erich Novak, Winfried Sickel: Optimal approximation of elliptic problems by linear and nonlinear mappings II, 2006, Journal of Complexity, Band 22 online
- Besov regularity for the Neumann problem, 2003, in Function Spaces, Differential Operators and Nonlinear Analysis: The Hans Triebel Anniversary Volume
- Besov regularity for elliptic boundary value problems in polygonal domains, 1999, Applied Mathematics Letters, Band 12 online
- Mit Ronald DeVore: Besov regularity for elliptic boundary value problems, Communications in Partial Differential Equations, Band 22 online
- Wavelets: Construction Principles and Applications to the Numerical Treatment of Operator Equations, 1997, Shaker Verlag, ISBN 978-3-8265-2549-0
- Multiresolution analysis and wavelets on locally compact abelian groups, 1994, in Wavelets, images, and surface fitting

## Gedichte
- Skelette, Gleichnisse in: Unbeirrt: Lyrik in Marburg, Marburg-Tbilissi 2023, ISBN 978-9941-8-5170-4
- Seelenspiegelungen, 2017, Blaues Schloss Marburg, ISBN 978-3-943556-62-9
- Abschied in: Die besten Gedichte 2009/2010, Frankfurter Literaturverlag, 2009, ISBN 978-3-8372-0527-5, S. 38.